# Hedysarum atropatanum
Hedysarum atropatanum är en ärtväxtart som beskrevs av Pierre Edmond Boissier. Hedysarum atropatanum ingår i släktet buskväpplingar, och familjen ärtväxter. Inga underarter finns listade i Catalogue of Life.